# Кутневич, Николай Борисович
Николай Борисович Кутневич (1837—1915) — генерал от инфантерии, герой боёв на Шипкинском перевале в 1877 году.

## Биография
Родился 11 декабря 1837 года, сын коменданта Динамюндской крепости генерал-лейтенанта Бориса Герасимовича Кутневича, происходил из дворян Могилевской губернии.
Образование получил в Полоцком и Константиновском кадетских корпусах, выпущен в армейскую пехоту прапорщиком 6 июня 1857 года. 3 июня 1859 года произведён в подпоручики, 21 марта 1860 года — в поручики, 26 июня 1865 года в штабс-капитаны, 18 сентября 1867 года — в капитаны и 30 ноября 1874 года — в майоры. С 1866 года в течение 10 лет командовал ротой.
2 ноября 1876 года Кутневич получил в командование 4-й запасной стрелковый батальон, а 14 июля 1877 года, с началом русско-турецкой войны, возглавил 13-й стрелковый батальон, во главе которого сражался в Болгарии. 11 августа 1877 года он за боевые отличия был произведён в подполковники.
Блестяще проявив себя в боях на Шипкинском перевале, Кутневич в начале 1878 года получил орден св. Станислава 2-й степени с мечами, а 5 мая 1878 года был награждён орденом св. Георгия 4-й степени
В воздаяние за отличие, оказанное в бою с Турками, 27 Декабря 1877 года, под Шипкою, где во главе своего баталиона штурмовал первую линию турецких укреплений и, заняв одно из них, выбил из него, и из ближайших ложементов неприятеля. За тем, стремительно атаковал вторую линию неприятельских верков и взял с боя курган с орудием.
4 ноября 1880 года Кутневич был произведён в полковники.
13-м стрелковым батальоном Кутневич командовал до середины 1891 года, причём в конце 1888 года этот батальон был развёрнут в полк. 12 июля 1891 года Кутневич был назначен командиром 47-го пехотного Украинского полка, а с 8 июня 1894 года, будучи произведён в генерал-майоры, состоял для особых поручений при командующем войсками Киевского военного округа.
С 11 августа 1899 года Кутневич командовал 3-й стрелковой бригадой, 13 апреля 1900 года назначен начальником 44-й пехотной дивизии и 6 декабря того же года получил чин генерал-лейтенанта. 23 октября 1904 года возглавил 22-ю пехотную дивизию. Во время русско-японской войны командовал сводно-стрелковым корпусом (в составе 14-й дивизии и одной бригады 15-й дивизии), за боевые отличия против японцев награждён орденом св. Владимира 2-й степени с мечами.
23 января 1906 года Кутневич с производством в генералы от инфантерии вышел в отставку с мундиром и пенсией.
Скончался 5 ноября 1915 года в Одессе.
Среди прочих наград Кутневич имел ордена:
- Орден Святого Станислава 3-й степени (1864 год)
- Орден Святой Анны 3-й степени (1867 год)
- Орден Святого Станислава 2-й степени с мечами (1878 год)
- Орден Святого Георгия 4-й степени (5 мая 1878 года)
- Орден Святой Анны 2-й степени (1883 год)
- Орден Святого Владимира 4-й степени (1883 год, за беспорочную выслугу 25 лет в офицерских чинах)
- Орден Святого Владимира 3-й степени (1886 год)
- Орден Святого Станислава 1-й степени (1896 год)
- Орден Святой Анны 1-й степени (1903 год)
- Орден Святого Владимира 2-й степени с мечами (1905 год)